# ゴヤの名画と優しい泥棒
『ゴヤの名画と優しい泥棒』（ゴヤのめいがとやさしいどろぼう、The Duke）は、2020年のイギリスのコメディ映画。ロジャー・ミッシェル監督の長編劇映画の遺作で、出演はジム・ブロードベントとヘレン・ミレンなど。
1961年にロンドンのナショナル・ギャラリーからフランシスコ・デ・ゴヤの名画「ウェリントン公爵」が盗まれた事件の裏に隠された真相を、犯人と名乗り出た男とその家族の視点からユーモラスに描く。製作総指揮のクリストファー・バントンは、事件の犯人ケンプトン・バントンの孫である。

## ストーリー

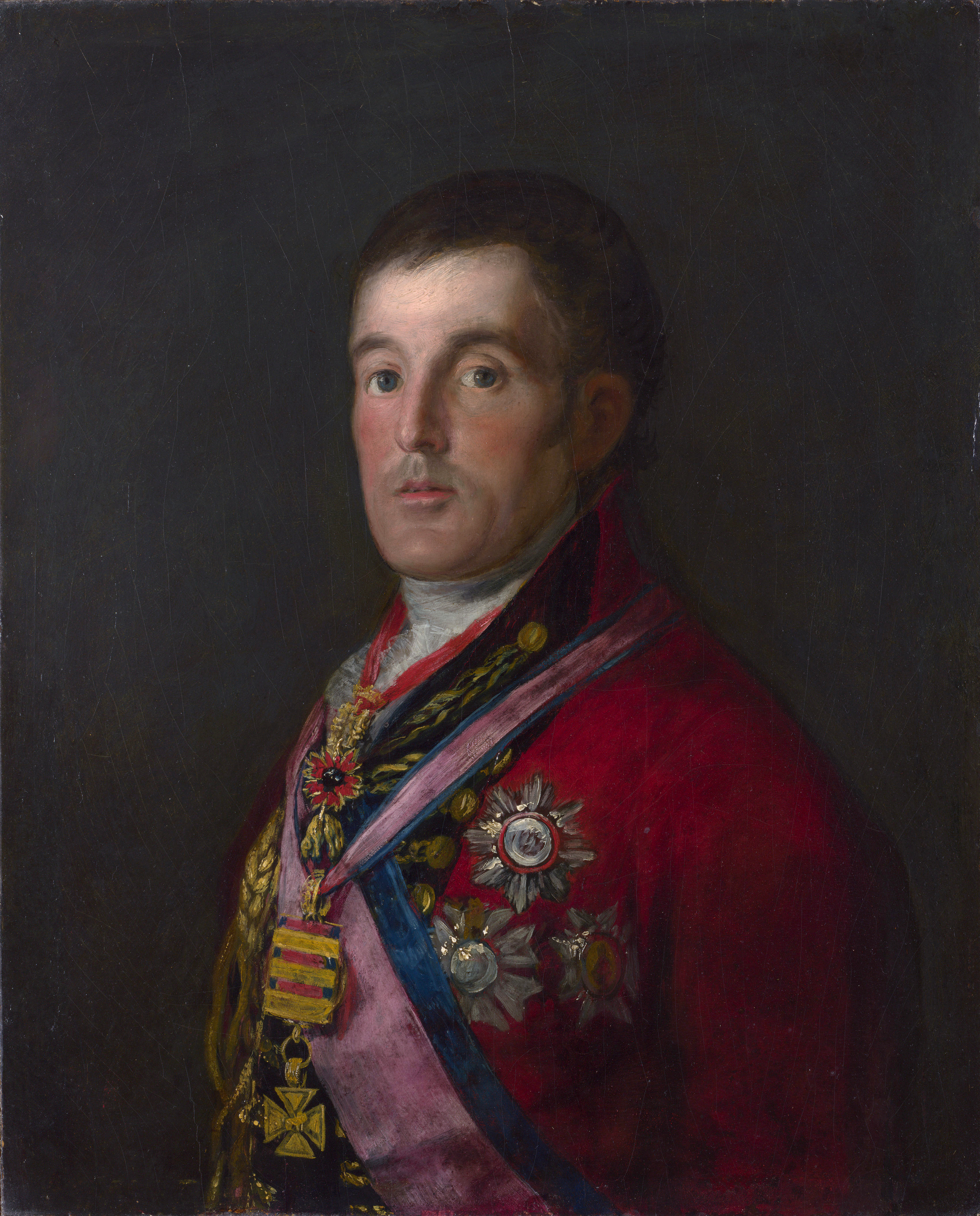
フランシスコ・デ・ゴヤ作『ウェリントン公爵の肖像』。

1961年、イギリスのニューカッスル・アポン・タイン。タクシー運転手を勤める60歳のケンプトン・バントンは、妻ドロシーと次男ジャッキーと小さなアパートで年金暮らしをしているが、一方では孤独な高齢者のために公共放送BBCの受信料無料化を求める活動に熱心に取り組んでいた。自分はまだ払う能力があるが、視聴を諦める貧しい老人たちの為に戦い、未払いの罪で13日間、収監されるケンプトン。
そんな時、ジャッキーがロンドンナショナル・ギャラリーからゴヤ作の絵画「ウェリントン公爵」を盗み出した。ジャッキーは絵画の発見者として報奨金を得るつもりだったが、全ての罪を被って絵画を自宅に隠すケンプトン。彼には窃盗という意識はなく、絵画の価値と同じ14万ポンドを慈善事業に寄付せよという匿名の要求書を送付した。
ケンプトンのアパートに転がり込む長男と、その恋人パメラ。隠した絵画の秘密に気づいたパメラは、ケンプトンに報奨金の山分けを要求した。絵画はあくまで借りたものと信じているケンプトンは、直ちにナショナル・ギャラリーに向かい、絵画を返却した。
窃盗罪で裁判にかけられるケンプトン。10年の刑も覚悟していたが、善意の塊のようなケンプトンの主張は世間の注目を浴びた。絵画の窃盗では無罪を勝ち取り、外して紛失した額縁の窃盗罪で3ヶ月の服役を言い渡されるケンプトン。イギリスで高齢者のテレビ視聴が無料になるのは、2000年になってのことだった。

## キャスト
- ケンプトン・バントン: ジム・ブロードベント
- ドロシー・バントン: ヘレン・ミレン
- ジャッキー・バントン: フィン・ホワイトヘッド
- グロウリング夫人: アンナ・マックスウェル・マーティン
- ジェレミー・ハッチンソン: マシュー・グッド
- ケニー・バントン: ジャック・バンデイラ
- アイリーン: エイミー・ケリー（英語版）
- パミー: シャーロット・スペンサー（英語版）

## 作品の評価
Rotten Tomatoesによれば、142件の評論のうち高評価は97%にあたる138件で、平均点は10点満点中7.5点、批評家の一致した見解は「ロジャー・ミッシェル監督の素敵な遺作となった『ゴヤの名画と優しい泥棒』は、ありえないような面白い実話を素晴らしい演技で魅力的にドラマ化している。」となっている。
Metacriticによれば、35件の評論のうち、高評価は29件、賛否混在は6件、低評価はなく、平均点は100点満点中74点となっている。